# Fernando Masllorens
Fernando Masllorens (30 de agosto de 1947) es un traductor, adaptador, productor, empresario teatral, agente literario y crítico de cine, teatro o televisión.

## Actividad profesional
En la actividad teatral comenzó hacia 1978 junto a Federico González del Pino, con quien adaptan, traducen y producen teatro desde hace 30 años. Juntos, han llevado a las tablas más de 400 piezas de teatro.
Tradujo o adaptó Caja de Sombras; Papá; Emily; Adiós, Mamá; Chispas; Cartas de Amor; Mamá; Soufflé; Camille; Extraña Pareja Femenina; Charlotte; Flores de Acero; Danza de Verano, etc. En las últimas décadas tradujeron y adaptaron: Amor- Valor-Compasión; Master Class; Humores que Matan; El Cuarto Azul; Sólo Cuando Me Río; Sylvia; Ofensa; Juana de Lorena; Bravo, Caruso; Extraña Pareja; El Asesinato de la Enfermera Jorge; La Noche de la Iguana; Hijos; Ángeles en América I y II; Socios en el Amor; Y las Sirenas Cantarán...; Cristales Rotos; La Reina de la Belleza; Art; Nine; Oleanna; Alarma; Mi Bella Dama; Rompiendo Códigos; La Cena de los Tontos; Canciones Maliciosas; Vita y Virginia; Closer; El Juego del Bebé; Variaciones Enigmáticas; Monólogos de la Vagina; Camino a la Meca; Querido Mentiroso; Copenhague; Panorama desde el Puente; La Prueba; El Gran Regreso; Shakespeare Comprimido; En Casa/En Kabul; La Brisa de la Vida; La Profesión de la Sra. Warren; Pequeños Crímenes Conyugales; Cinco Mujeres con el Mismo Vestido; Los Productores; Visitando al Sr. Green; La Duda; ¿Quién le teme a Virginia Woolf?; Yo soy mi Propia Mujer; El Último Yankee; Oscar y la Dama Rosa; Muerte de un Viajante; Tres Versiones de la Vida; El Hombre Inesperado; Codicia; Gorda; Rent; Hairspray; Cómo Aprendí a Manejar; El Diario de Anna Frank; Baraka; Jack se fue a Remar; La Noche que Larry Kramer me Besó; Una Cierta Piedad; La Vuelta al Hogar; El Joven Frankenstein; La Forma de las Cosas; Dos Menos; La Cocina; Raíces; Souvenir; Mi Primera Vez; Chicas del Calendario; Rumores; Un Dios Salvaje; El Descenso del Monte Morgan; Pirañas; Los Reyes de la Risa; Sweeney Todd; Espejos Circulares; Mineros y Todos Felices, entre otras.
Estuvo invitado al ciclo Diseño y Comunicación en las Artes del Espectáculo para ser entrevistado por estudiantes de la Universidad de Palermo (16 de abril de 2012).

## Premios
- 1998 Nominado al Premio Teatro del Mundo de la Universidad Nacional de Buenos Aires (por Humores que matan, Ángeles en América y Cristales rotos).[5]
- 1999 Nominado al Premio Art.
- 2002 Premio Art por su traducción de Copenhague.
- 2004 Premio Konex Diploma al Mérito entre las cien figuras más destacadas de la década 1994-2003 en las Letras Argentinas.[6]